# Himalaya-Zypresse
Die Himalaya-Zypresse (Cupressus torulosa) ist eine Pflanzenart aus der Familie der Zypressengewächse (Cupressaceae). Sie ist im westlichen Himalaya-Gebirge beheimatet.

## Beschreibung
Die Himalaya-Zypresse wächst als immergrüner Baum, der Wuchshöhen von 15 bis über 60 Meter und Brusthöhendurchmesser von 40 bis 350 Zentimeter erreichen kann. Die dicke Borke ist graubraun bis braun gefärbt und blättert in länglichen Streifen ab. Die Krone ist oval bis breit-konisch geformt. Sie besteht aus dünnen, hängenden Ästen. Die schlanken und bleistiftförmigen Zweige werden 1 bis 1,4 Millimeter dick und gehen hängend oder unregelmäßig abstehend von den Ästen ab. Sie stehen dicht gedrängt oder locker an den Ästen. Das blass braune Kernholz wird von einem blass gelben Splint umgeben.
Die schuppenartigen, flachen Blätter werden 1 bis 1,8 Millimeter lang und sind dunkel grün gefärbt. Sie stehen dicht gedrängt an den Zweigen. Ihre Spitzen sind stumpf.
Die Blütezeit erstreckt sich von Februar bis März und die Samen reifen von Mai bis Juni. Die männlichen Blütenzapfen sind bei einem Durchmesser von 3 bis 6 Millimetern annähernd kugelig geformt. Sie enthalten 14 bis 18 Mikrosporophyllen. Die Zapfen sind bei einer Länge von 1,2 bis 2 Zentimeter und einer Dicke von 1 bis 1,8 Zentimeter kugelig bis breit-eiförmig geformt. Sie stehen an sehr kurzen Stielen. Anfangs sind sie grün oder purpur gefärbt. Zur Reife hin verfärben sie sich dunkelbraun bis graubraun. Jeder Zapfen besteht aus sechs bis zwölf Zapfenschuppen, von denen jeder sechs bis acht Samenkörner trägt. Die flachen, rotbraunen Samen sind bei einer Länge von 3 bis 5 Millimeter breit-länglich geformt.
Die Chromosomenzahl beträgt 2n = 22.

## Verbreitung und Standort

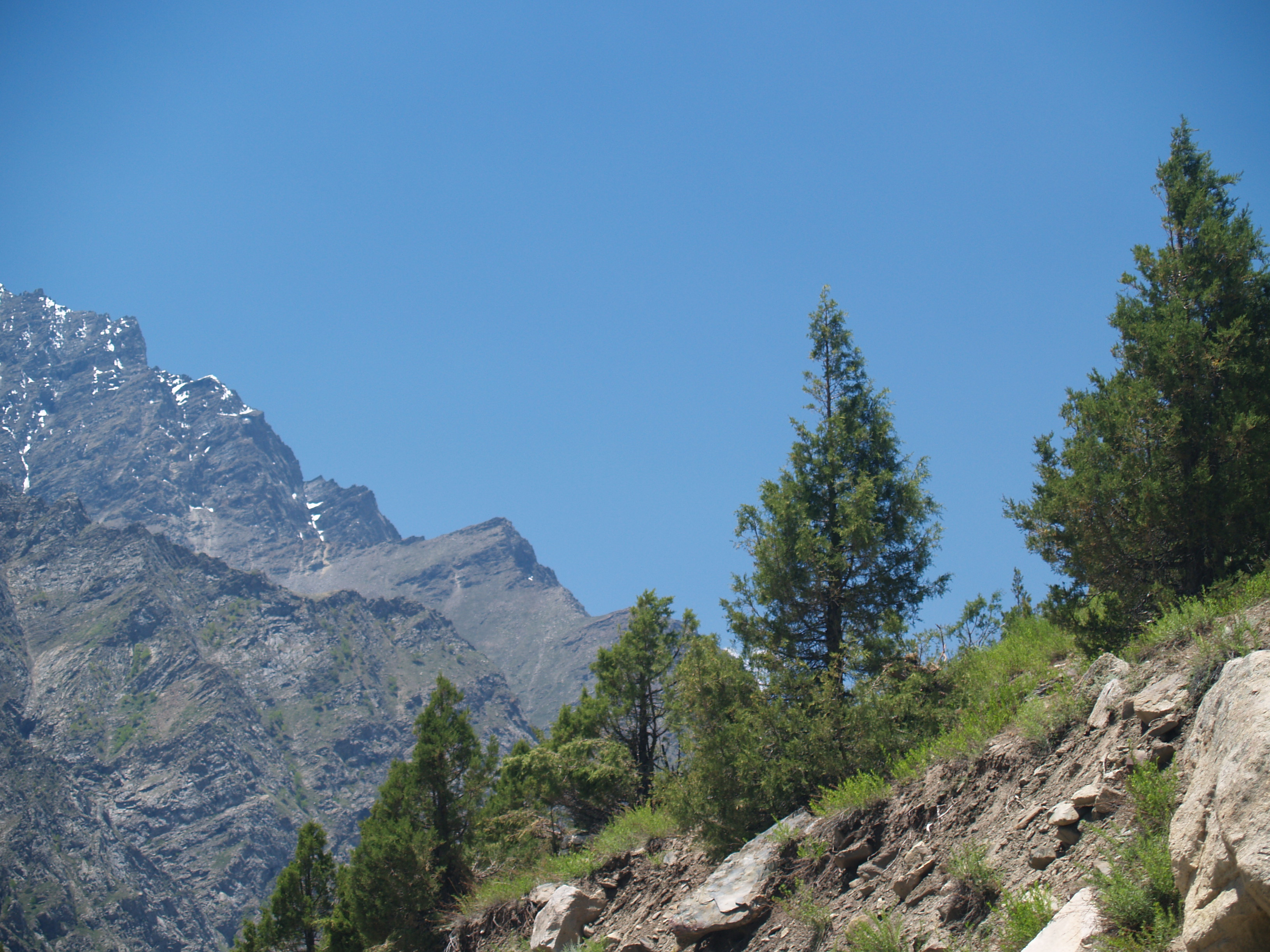
Bäume am natürlichen Standort in Indien

Das natürliche Verbreitungsgebiet der Himalaya-Zypresse umfasst den Norden Indiens, Kaschmir, und Nepal.
Die Himalaya-Zypresse gedeiht in Höhenlagen von 800 bis 2800 Metern. Man findet die Art vor allem in Gebirgen, wo sie in tropischen und subtropischen Wäldern auf kalkreichen Böden wächst. In Sichuan wächst sie auch in ariden Gebieten. Manchmal werden Reinbestände gebildet, meist bildet sie jedoch die dominierende Baumart in Mischbeständen mit Markhamia stipulata und mit Burretiodendron hsienmu.

## Nutzung
In ihrer Heimat ist die Himalaya-Zypresse ein wichtiger Holzlieferant. Das harte, fein gemaserte Holz ist dauerhaft und resistent gegen Insektenbefall. Es wird hauptsächlich für Tischlerarbeiten sowie als Konstruktionsholz verwendet. Außerdem findet es im Schienenbau Verwendung. Vor allem aus dem Wurzelholz kann ein Öl extrahiert werden, das aufgrund der antiseptischen Wirkung zur Behandlung von entzündeten Wunden eingesetzt werden kann. Die Art wird auch als Ziergehölz angepflanzt.

## Systematik
Die Erstbeschreibung als Cupressus torulosa erfolgte 1824 durch David Don in A Description of the Genus Pinus 1(2), S. 18. Synonyme für Cupressus torulosa D. Don sind Cupressus lusitanica subsp. torulosa (D. Don ex Lamb.) Silba & D.Z. Fu, Cupressus tongmaiensis Silba und Cupressus tonkinensis Silba. Nach WCSP ist aber Cupressus tonkinensis eine eigenständige Art aus dem nordöstlichen Vietnam und Cupressus tongmaiensis ist als Unterart zu Cupressus austrotibetica zu stellen.
Die Tibet-Zypresse (Cupressus gigantea) wird von manchen Autoren als Varietät der Himalaya-Zypresse angesehen.

## Gefährdung und Schutz
Die Himalaya-Zypresse wird in der Roten Liste der IUCN als Least Concern (nicht gefährdet) geführt. In Vietnam wird sie jedoch als gefährdet angesehen.